# Cái chết và tang lễ Giáo hoàng Phanxicô
Giáo hoàng Phanxicô qua đời ở tuổi 88 vào ngày 21 tháng 4 năm 2025 (Lễ Phục Sinh ngày thứ hai) lúc 07:35 CEST (UTC+02:00) tại nơi cư trú của ông, Nhà Thánh Mátta ở Thành Vatican. Cái chết của ông được Đức Hồng y Kevin Farrell thông báo trên chương trình phát sóng của Vatican Media và trong một tuyên bố video lúc 09:45, hai giờ sau khi ông qua đời. Phanxicô đã đảm nhiệm vai trò giáo hoàng, người đứng đầu Giáo hội Công giáo, kể từ khi được bầu vào ngày 13 tháng 3 năm 2013. Ông là giáo hoàng thứ hai qua đời khi đang tại nhiệm trong thế kỷ 21, sau Giáo hoàng Gioan Phaolô II vào năm 2005.
Ông đã phải nằm viện trong năm tuần vào tháng trước, nơi ông bị nhiễm trùng đường hô hấp và viêm phổi kép. Nguyên nhân cái chết của ông được chính thức xác định là đột quỵ, sau đó là ngừng tim không hồi phục. Tang lễ được cử hành vào ngày 26 tháng 4 dưới hình thức Thánh lễ cầu hồn do Hồng y Giovanni Battista Re, Niên trưởng Hồng y Đoàn, chủ trì. Ông được chôn cất ở Santa Maria Maggiore, Roma, Ý.